# Sympetrum pedemontanum
Sympetrum pedemontanum o el Pixaví alabarrat és una espècie europea d'odonat anisòpter de la família Libellulidae.

## Descripció
Els mascles de Sympetrum pedemontanum, com la majoria dels membres del gènere, tenen un abdomen vermell. A més d'aquest tret distintiu de l'espècie també trobem en tots dos sexes amples bandes negres en la part exterior de cada ala.
És similar en grandària a Sympetrum danae (35-40 mm), compartint les àmplies ales posteriors i les potes negres.

## Comportament
Quan vola l'aleteig és feble i s'atura més sobre les puntes de les tiges que sobre el terra. És una espècie sorprenentment poc visible.

## Distribució
Aquesta espècie és resident a Europa continental. La seva àrea de distribució principal es troba cap al sud-est, especialment en altituds mitjanes, encara que sembla estar estenent-se cap a l'oest.
És una espècie present a Catalunya i a la península Ibèrica.

## Galeria

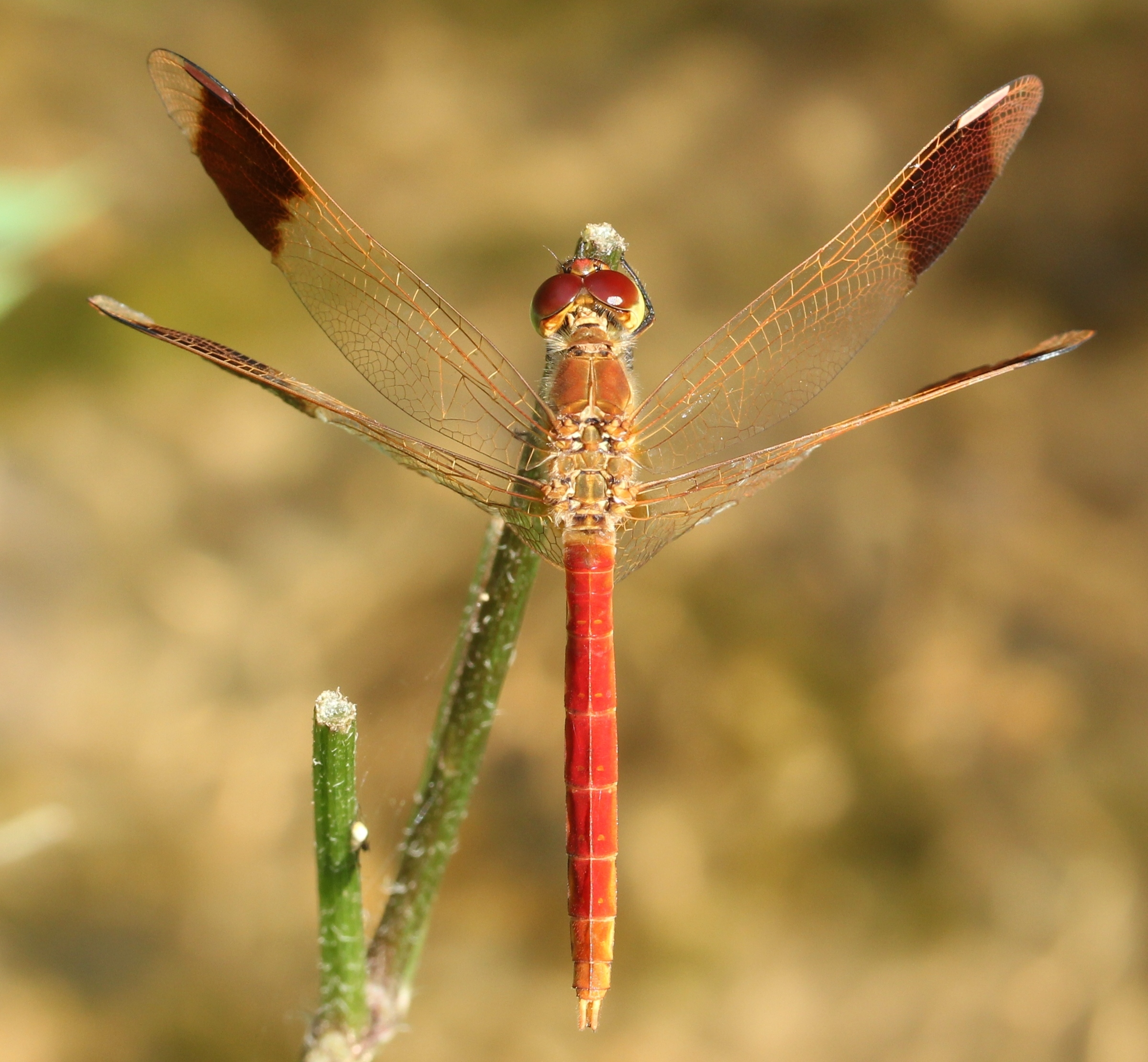
Mascle
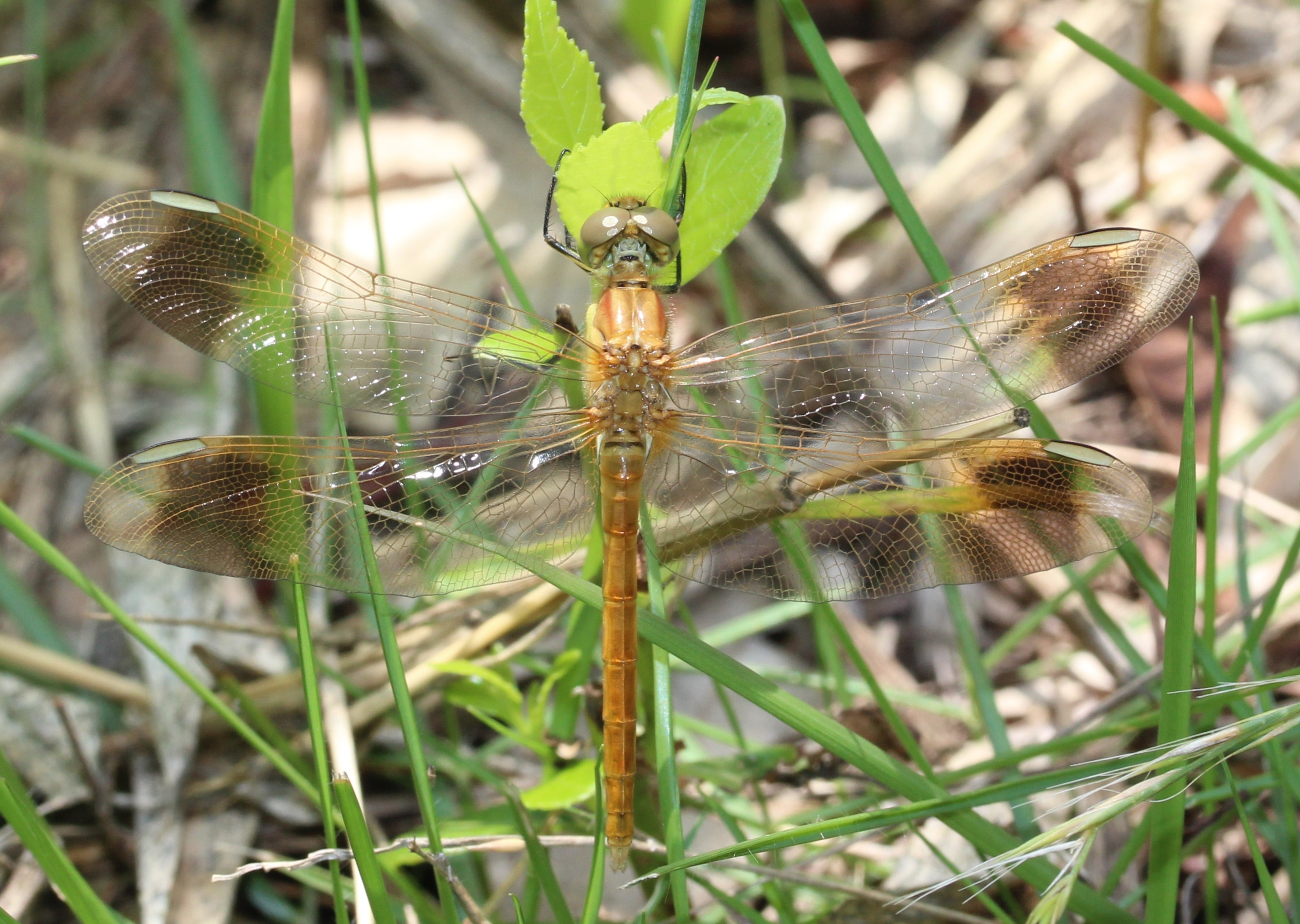
Mascle jove
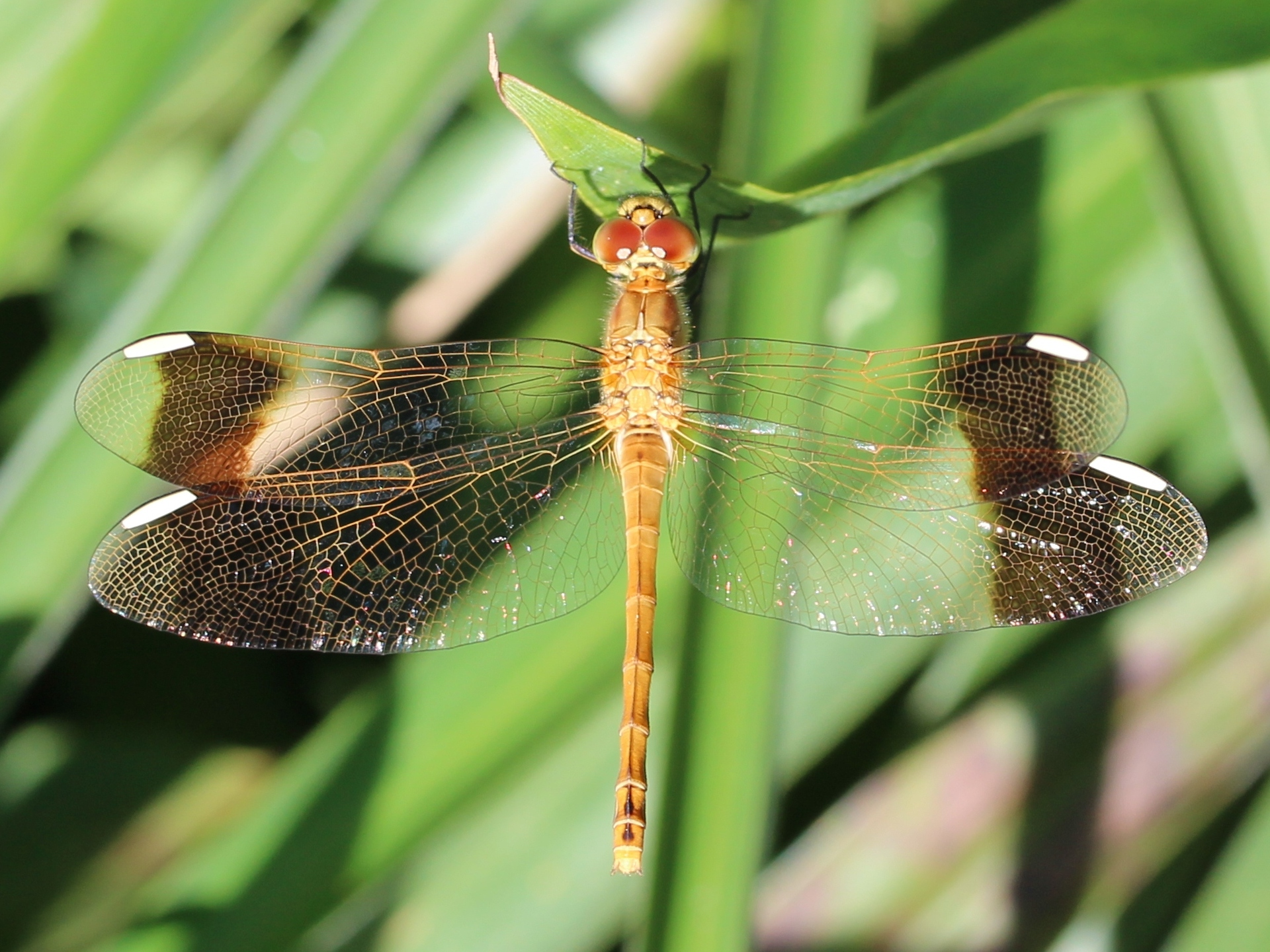
Femella
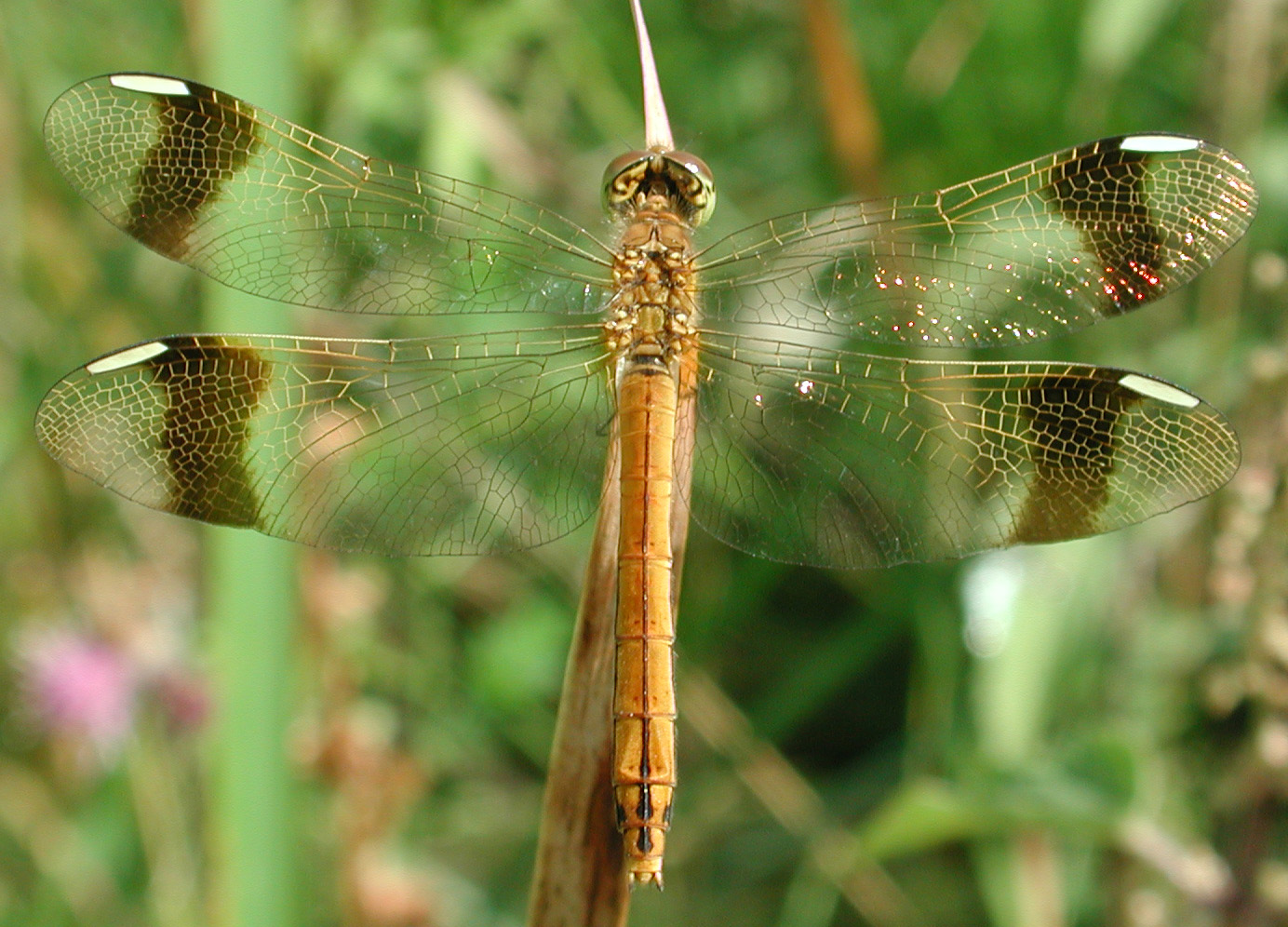
Femella jove
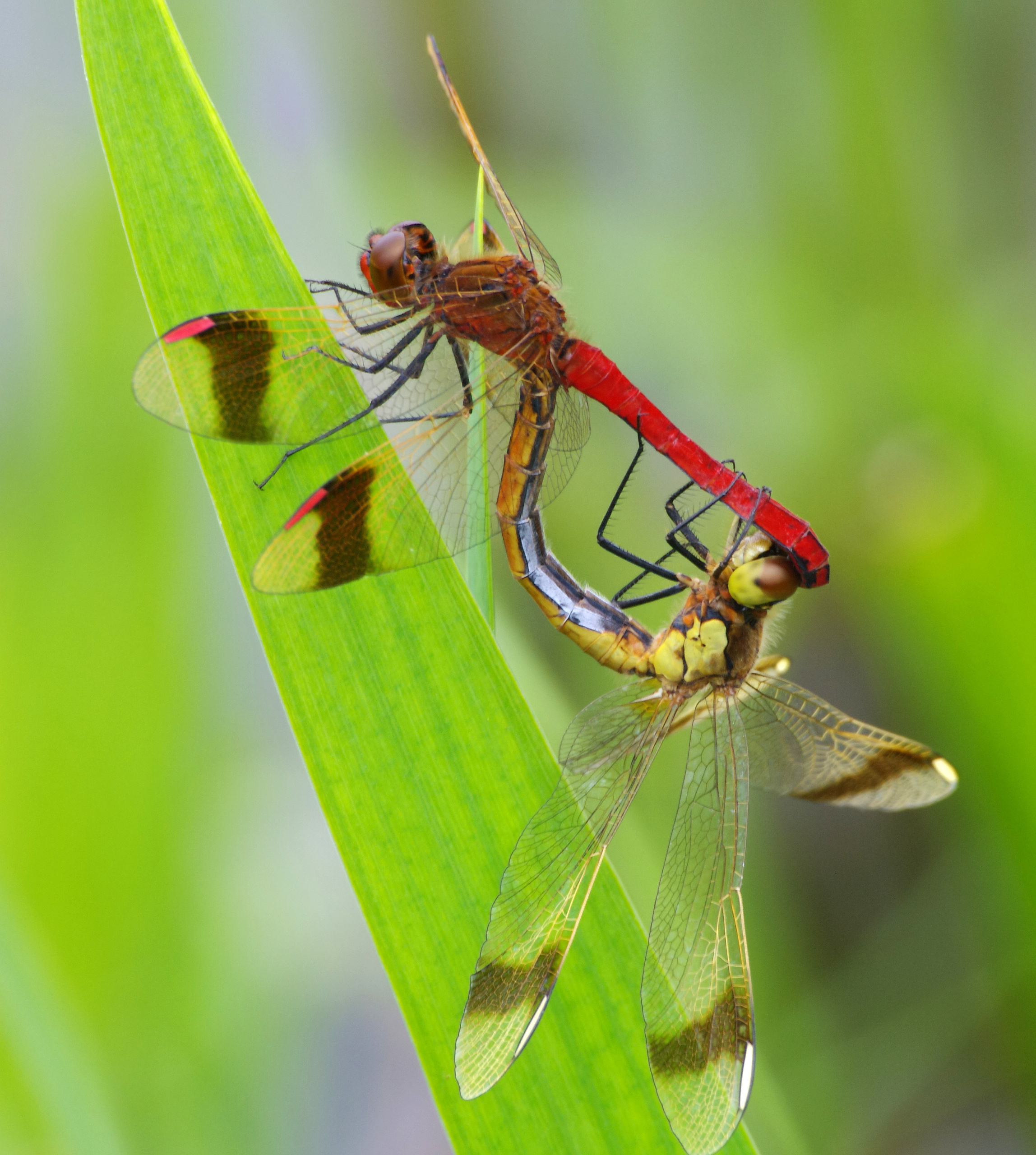
Còpula